# Христина Соловиј
Христина Иванивна Соловиј (укр. Христи́на Іва́нівна Солові́й) је украјинска фолк и поп певачица. У својим песмама користи мотиве Лемко народа.

## Биографија
Христина је рођена 17. јануара 1993. године у Дрогобичу у породици хорских диригената.
Са породицом се преселила у Лавов где је три године певала народне песме инспирисане Лемко мотивима у хору „Лемковина“. Христина је делом по пореклу припадница Лемко народа. Дипломирала је на филолошком факултету Националног универзитета Ивана Франка у Лавову.

## Музичка каријера

### 2013: "Глас земље" ("Голос країни")
2013. године Христина је учествовала у украјинској верзији шоу-програма "The Voice". Придружила се тиму Свјатослава Вакарчука (познатог музичара и текстописца) и стигла до полуфинала такмичења. Приликом учествовања је певала претежно украјинске народне песме.

### 2015 - данас:
2015. године објављује свој први албум „Жива вода“ (украјински: Жива вода) који је укључивао 12 песама (десет народних песама и две које је сама написала).
24. октобра 2018. године Христина је објавила свој други студијски албум под називом "Драги пријатељу".
Током 2021. године су објављени трећи и четврти студијски албум - "Rosa Ventorum I" и "Rosa Ventorum II"
28. јуна 2024. године је објавила песму под називом "Камертон". Спот је за мање од месец дана од тренутка објављивања на њеном YouTube каналу имао више од милион прегледа.